# Petit Satan

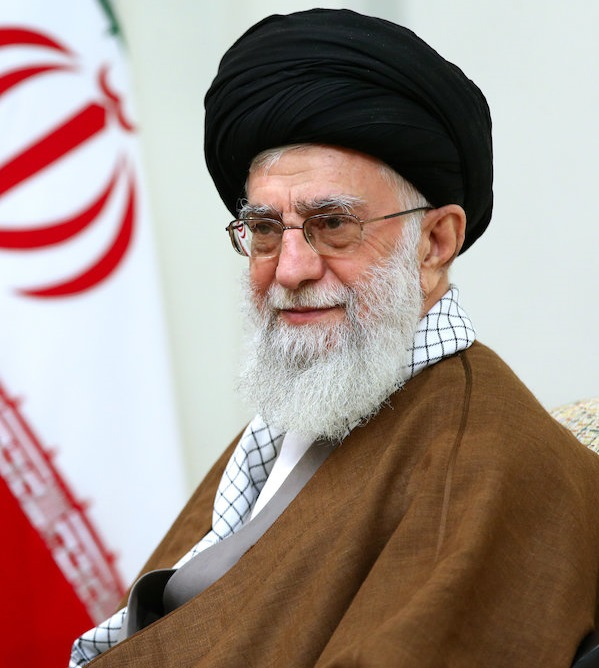
L'ayatollah Ali Khamenei, le Leader suprême de l'Iran.

Petit Satan (en persan : شیطان کوچک) (en anglais : Little Satan) (en hébreu : השטן הקטן), est un surnom utilisé par les ayatollahs iraniens pour désigner l'État d'Israël,,, qui est ainsi comparé au diable. Ce terme désignait aussi, durant la guerre froide, l'URSS.

## Usage historique
D'après certaines sources, l'ayatollah Rouhollah Khomeini, chef suprême de la révolution iranienne, a le premier utilisé ce terme avec son sens actuel. Selon d'autres sources, comme le quotidien écossais The Herald, c'est le colonel Mouammar Kadhafi qui serait le premier à avoir utilisé ce terme pour désigner l'État d'Israël en juillet 1980.
Le Premier ministre d'Israël, Benyamin Netanyahou, a déclaré en 2015 : « Pour les Mullahs qui gouvernent l'Iran, Israël est le petit Satan et l'Amérique est le grand Satan ».

## Usage contemporain
Au Liban, à la porte de Fatima, proche d'Israël, le Hezbollah a installé deux piliers utilisés pour la lapidation symbolique du Petit Satan (Israël) et du Grand Satan (États-Unis), ceci enfin d'éviter que les Libanais ne jettent des pierres contre les soldats israéliens. Le Hezbollah appelle aussi l'État d'Israël « Petit Satan ».
Certaines personnalités politiques anti-iraniennes, comme Laurent Fabius, sont parfois appelées ironiquement « Petit Satan »,.

## Analyse
Selon le professeur israélien Ze'ev Maghen, dans le Wall Street Journal, il faut voir une différence d'attitude de la part du gouvernement islamique d'Iran envers le « Grand » et le « Petit Satan » car, bien que des manifestants crient des slogans tels que « Mort à l'Amérique » et « Mort à Israël », les ayatollahs iraniens savent qu'ils doivent d'abord vaincre tactiquement les États-Unis.